# کاله کولبوک
کاله کولبوک (استونیایی: Kalle Kulbok؛ زادهٔ ۳ آوریل ۱۹۵۶) سیاستمدار و نماینده سابق مجلس اهل استونی است.